# Henning von Qualen

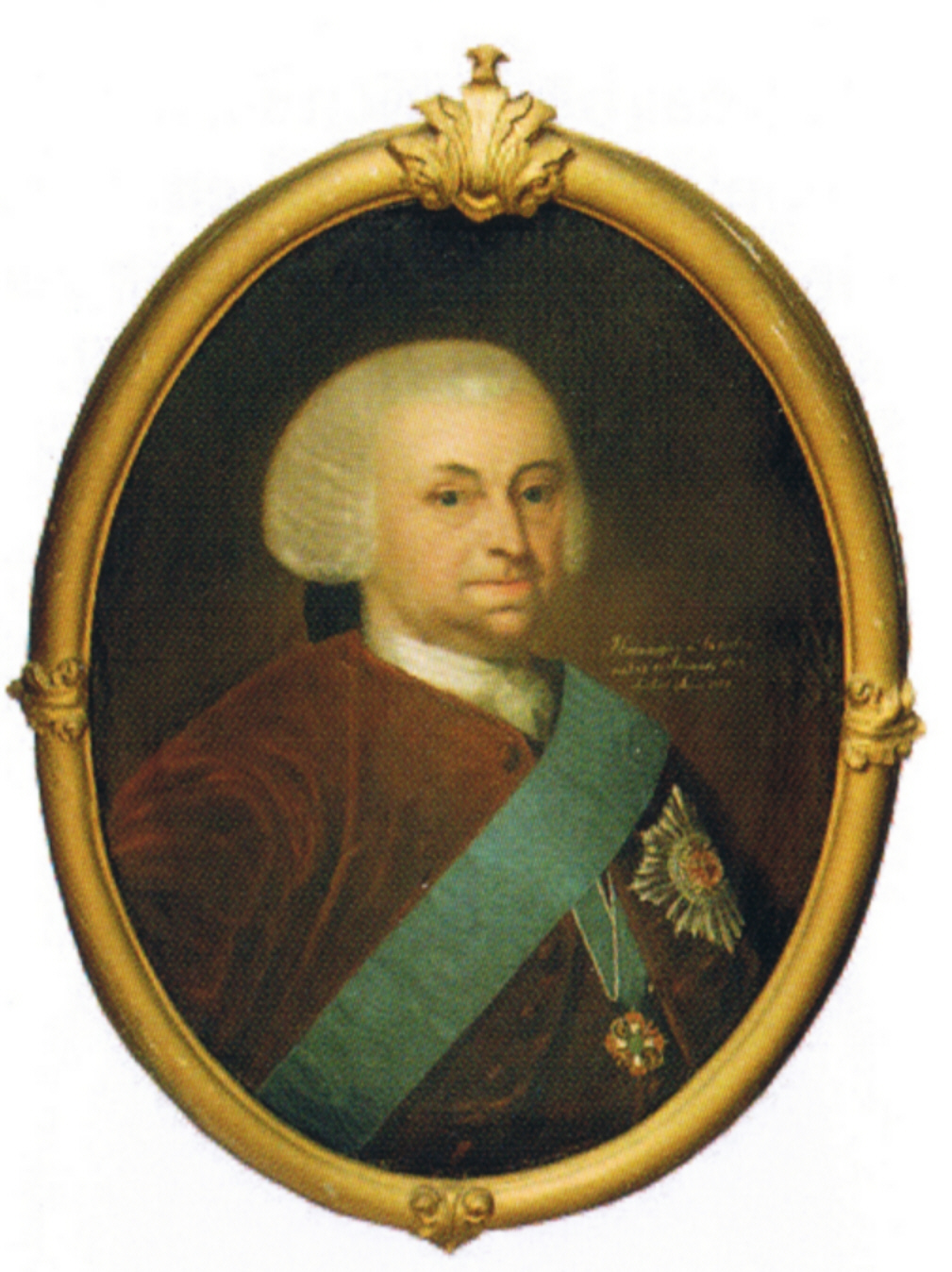
Henning von Qualen (1703–1785) mit seinen Orden

Henning von Qualen (* 18. Januar 1703; † 5. August 1785 in Uetersen) war Königlicher Dänischer Geheimer-, Konferenz- und Landrat, Oberpräsident von Altona, Klosterpropst von Uetersen und Träger des Dannebrog- und Elefanten-Ordens.

## Leben
Qualen entstammte dem holsteinischen Adelsgeschlecht Qualen. Seine Eltern waren der fürstlich eutinische Hofmeister Heinrich von Qualen (1663–1707) und Magdalena Buchwald (1670–1720), sein jüngerer Bruder war Josias von Qualen (1705–1775). Er war verheiratet mit Sophie Hedwig Rathlau (1711–1747).
1720 studierte er in Kiel und 1722 in Halle, wurde anschließend in Kopenhagen Kammerjunker der Markgräfin von Brandenburg-Kulmbach, Dorothea von Schleswig-Holstein-Sonderburg-Beck (1685–1761) und wechselte 1733 schließlich in gleicher Funktion an den Hof des dänischen Königs Christian VI. Im Herbst 1739 wurde er zunächst Auskultant, am 1. April 1741 dann Deputierter im Ökonomie- und Commerzkollegium. 1743 trat er als Hofmeister in den Dienst der Prinzessin Louise von Dänemark, wurde dort 1745 mit dem Dannebrogorden und 1750 als Kammerherr mit dem Ordre de l’union parfaite ausgezeichnet.
Von 1751 bis 1766 war Qualen Oberpräsident von Altona. Als solcher wurde er 1752 Geheimrat und 1757 weiterhin im Dienst der dänischen Krone zum Klosterpropst des Klosters Uetersen gewählt. Während seiner Amtszeit schrieb Johann Friedrich Camerer seine heimatkundlichen Beiträge über Uetersen. Trotz ewiger Streitereien mit seinen Priörinnen Marie Antoinette von Ahlefeldt und ihrer Nachfolgerin Christina Ulrika von Dewitz führte er sein Amt bis zu seinem Tode aus. 1763 wurde er zum Landrat ernannt.
1763 und 1764 verwendete er sich für eine Gehaltsverbesserung des jungen Altonaer Physikus Johann Friedrich Struensee, des späteren großen Vordenkers der Aufklärung in Dänemark.
Am 21. Januar 1766 wurde Henning von Qualen als Nachfolger von Rochus Friedrich zu Lynar als Oberlanddrost Statthalter des dänischen Königs in den Grafschaften Oldenburg und Delmenhorst. Am 3. Februar wurde Qualen Geheimer Konferenzrat und darüber hinaus am 24. März 1766 auch noch zum Obervorsteher des Klosters Blankenburg eingesetzt.
Während der Reformen und Ämterumbesetzungen in Dänemark durch den inzwischen zum dänischen Geheimen Kabinettsminister aufgestiegenen Johann Friedrich Struensee, verließ Qualen, der als unbescholten und verständig, aber auch als nachlässig und faul galt, 1771 Oldenburg und ließ sich auf seiner Stelle als Klosterpropst in Uetersen nieder. 1773 wurde er mit dem höchsten dänischen Orden, dem Elefantenorden ausgezeichnet.
Henning von Qualen verstarb am 5. August im Kloster Uetersen und wurde hinter dem Altar der Klosterkirche Uetersen beigesetzt. Seine Grabplatte besteht aus kunstvoll gemeißeltem Stein mit Aufschrift und dem Familienwappen von Qualen. Um diesen schlingt sich der Elefantenorden.